# Шопрад, Эмерик
Эмерик Шопрад (фр. Aymeric Chauprade) — ультраправый политик, писатель, политолог, профессор и доцент геополитики в университетах и военных академиях во Франции, Швейцарии, Марокко и Тунисe. Oдин из известнейших экспертов по геополитике в сегодняшней Франции. Автор нескольких фундаментальных трудов по геополитике и геоистории. Активный общественный деятель, выступает на радио, ТВ и в интернете, активно участвует в международных конференциях по геополитике антиамериканской направленности. Он является сторонником стратегического союза Европы с Россией против растущего Китая и слабеющих США, также выступает за многополярный мир и против глобальной гегемонии США. По итогам выборов в Европарламент 2014 года избран депутатом от Национального фронта.

## Биография
Эмерик Шопрад родился 13 января 1969 года во Франции. Офицер в запасе ВМФ Франции. Имеет докторскую степень в политологии, учился в университетах Швейцарии и Сорбонна в Париже. Преподавал стратегию и геополитику в военной Академии (École de Guerre) при Генеральном Штабе министерства обороны Франции в период 1999—2009. У него прошли обучение около 4000 высших офицеров Франции и около 1000 офицеров других государств. В 1997 в соавторстве опубликовал фундаментальный труд по геополитике «Dictionnaire de géopolitique» («Энциклопедия геополитики: страны, концепты, авторы»). В 2000 году вышел в свет ещё один его фундаментальный труд по геополитике мира: «Géopolitique: constantes et changements dans l’histoire» («Геополитика: константы и изменчивость в истории») размером около 1200 страниц, которая сразу становится популярной во Франции, о книге пишет восхищенные рецензии французская пресса, в частности газета Le Figaro. Книга пережила уже 3 издание, продано более 20.000 экземпляров, Военная Академия на протяжении 9 лет ежегодно закупает 400 штук для своих учащихся. В 2012 Шопард готовит к публикации 4-е издание «Геополитики». Шопрад также преподает геополитику в du Collège Interarmées de Défense (CID) во Франции, профессор геополитики в университете Невшатель, Швейцария, а также является доцентом геополитики в военных академиях Collège des Forces armées royales в городе Рабат в Марокко и в Ecole Supérieure de Guerre в Тунисе. Статьи Шопрада публикуются в многочисленных экспертных журналах по геополитике Франции, он также является ведущим автором в «Журнале французской геополитики» (Revue Française de géopolitique). После выхода в свет в 2009 очередного своего бестселлера «Хроника борьбы цивилизаций» («Chronique du choc des civilisations») с многочисленными картами и иллюстрациями, между 2009 и 2011 было продано 18.000 экземпляров, Эмерик Шопрад был со скандалом уволен из Военной Академии. В «Хронике борьбы Цивилизаций» Шопрад приходит к выводу об «объективном союзе США и радикального ислама», в которой он также ставит под сомнение официальную версию событий 11 сентября 2001. 5 февраля 2009 выходит в газете Le Point разгромная статья проамериканского журналиста Jean Guisnel, который обвиняет Шопрада в попытках ревизионизма событий 11 сентября 2001. В этот же день тогдашний министр обороны Франции, Эрвэ Морен (Hervé Morin), находясь на авианосце «Шарль де Голль», увольняет Шопрада из Военной Академии. Однако через суд Шопрад в 2011 добивается отмены решения министра обороны и восстановления в должности.
Шопрад консультирует президента Доминиканской республики Леонела Фернандеса, а также ряд ведущих политических фигур на Ближнем Востоке. Шопрад постоянно выступает на французском радио Radio Courtoisie, а также является редактором своего сайта о геополитике «Реалполитика», цель которого собрать в один центр ведущих французских экспертов по геополитике. При этом сайте Шопрад ведет дополнительно свой блог на темы о геополитики.

## Основные идеи
Шопрад является сторонником геополитического союза оси «Париж-Берлин-Москва». В 2012 году Эмерик Шопрад намеревается переехать в Австрию на постоянное место жительство для того, чтобы своей деятельностью в Австрии «способствовать консолидации и укреплению сильной континентальной Европы», а также чтобы «обеспечить своим детям двойное немецкое и французское культурное воспитание.»
Большое количество статей о геополитике Шопрад посвящает анализу роли России в геополитическом мире, так как считает, что роль России, из-за её геополитического положения в Евразии, решающая в глобальном переустройстве мира из однополярного в многополярный мир. По мнению Шопрада, судьба Европы в геополитическом раскладе мира будущего во многом зависит от России, как от главного и центрального игрока в центре Евразии.
Приход к власти Владимира Путина Шопрад считает наиболее важным геополитическим событием мира со времени развала СССР, даже более значительным, чем события 11 сентября 2001, так как политика Путина, направленная на укрепление национального суверенитета России, делает все попытки США борьбы с Китаем и укрепления однополярного мира бесполезными и, тем самым, Путин является залогом будущего многополярного мира.
Эмерик Шопрад придерживается взглядов геополитического теоретика первой половины 20-го века, преподавателя географии в Оксфорде Халфорда Джона Маккиндера и его концепции «Сердцевины континента» («Heartland»), в которой решающая роль в мировой политике отводится государству в центре Евразии — России. В теории Маккиндера контроль над «Сердцевиной континента» в центре Евразии обеспечивает контроль над всей Евразией и тем самым над всем миром, так как Евразия в представлении Маккиндера является главным «Мировым Островом». Задача «атлантических морских держав», Великобритании и США, заключается в том, чтобы постоянно настраивать евразийские державы друг против друга, не давая им соединиться в союз или одной из них захватить контроль над Евразией. «Морские державы» должны также держать под контролем окраины, берега Евразии по всему периметру, сдерживая таким образом континентальные державы внутри Евразии. Примером такой геополитики США, по мнению Шопрада, является их активность в «центральном азиатском кольце» (см. карту) на Ближнем и Среднем Востоке, контроль США над которым обеспечивает невозможность контроля над Евразией в целом ни одной из евразийских держав, ни их совместному союзу (Европе, России и Китаю).
Применяя эту концепцию геополитики, соединив её с концептом реалполитики, то есть политики государств из экономических интересов и активно используя концепт Хантингтона «Борьба Цивилизаций», Шопрад развил собственное направление и школу геополитики, которая во Франции приобрела многочисленных сторонников. В целом Шопрад занимает европоцентричную позицию сильной и суверенной евразийской Европы с Россией во главе как её ядром и ведущей ролью, которая противостоит с одной стороны растущему могуществу Китая, хотя и не агрессивному глобальному игроку в силу своих исторических традиций (Китай никогда ни на кого не нападал, вел самодостаточное развитие), но представляющему чуждую Европе цивилизацию. А с другой стороны, Европа с Россией во главе должна, по мнению Шопрада, отстаивать свои интересы перед мировым гегемоном США и их союзником Великобританией, хотя и являющимися представителями европейской цивилизации, но действующими против интересов как Европы, так и России, как впрочем и против Китая и исламской цивилизации. Исламская цивилизация, как отдельная от Европы цивилизация, но базирующаяся на родственных европейским христианским ценностям, по мнению Шопрада, должна выступить на арене Евразии союзником Европы и России против США и против Китая.
Таким образом, концепт Европы с Россией как единой евразийской силы в мировой геополитике, сформулированный Шопрадом, полностью идентичен предложенному президентом России Владимиром Путиным геополитическому концепту «Европы от Лиссабона до Владивостока», который он предложил напрямую властям Германии, как основному игроку Евросоюза, опубликовав свою статью в ноябре 2010 с предложением этого концепта в немецкой газете Sueddeutsche Zeitung.
Основные труды Шопрада о геополитике на русский язык до настоящего момента не переводились.

## Основные труды автора
- Геополитика: константы и изменчивость в истории (Géopolitique : Constantes et changements dans l’histoire)
- Энциклопедия геополитики: страны, коцепты, авторы (Dictionnaire de géopolitique. Etats, concepts, auteurs)
- Хроника борьбы цивилизаций (Chronique du choc des civilisations)

## Статьи автора на русском языке
- «Россия — главное препятствие на пути создания американского мира» — Эмерик Шопрад (и оригинал статьи на французском)
- «Сможет ли Обама не допустить смерти Pax Americana?» — Эмерик Шопрад
- «Россию и Европу сблизят Китай и ислам» — Эмерик Шопрад

## Присутствие автора в интернете
- Сайт по геополитике (на французском)
- Личный блог (на французском)

## Видеоматериалы с участием автора
- Интервью с Эмериком Шопрадом на российском канале Russia Today 2010 (с русскими титрами)
- Интервью с Эмериком Шопрадом на российском канале Russia Today 2009 (на английском)
- Интервью с Эмериком Шопрадом на французском «3 канале» 2009 (на французском)

## Похожие темы
- Геофилософия
- Геоэкономика
- Геополитика
- «Хартленд» Маккиндерa
- Великая шахматная доска
- Реалполитик
- Столкновение цивилизаций Хантингтона
- Территориально-политическая экспансия России
- Стратегическая география
- Евразийство
- Географический детерминизм
- Европа от Лиссабона до Владивостока
- Европейская цивилизация
- Исламская цивилизация